# Anywhere
Singles de Rita Ora
Lonely Together
(2017)
Anywhere (en français : « n’importe où ») est une chanson de l’auteure-compositrice-interprète britannique Rita Ora. Elle sort le 20 octobre 2017 sous le label Atlantic en tant que deuxième single issu du second album studio de la chanteuse.

## Genèse et développement
Anywhere est composé par les musiciens et interprètes Ora, Alesso, Ali Tamposi, Andrew Wotman, Benjamin Dherbecourt, Brian Lee et Sir Nolan. Conçu à Los Angeles au début de l’année 2017, le refrain du morceau est inspiré par le mépris que porte Rita Ora pour la ville. Dans un premier temps, le crochet « Take me anywhere, anywhere away from here » est utilisé, avant de subir une légère transformation pour finalement devenir « ...anywhere away with you ». En ce qui concerne la thématique exploitée, l’artiste déclare : « J’avais une certaine routine, je bossais tous les jours et je rêvais de sortir de la ville et de partir en voyage avec mes amis sans jamais regarder en arrière ».
Le 13 octobre 2017, la pré-commande d’Anywhere est rendue disponible sur tous les plateformes de musique en ligne et sa pochette a été partagée par la chanteuse sur Instagram. Cette illustration met en vedette Rita Ora posant en t-shirt blanc et en short bleu, avec un maquillage relativement minimal sur le visage. Le 20 octobre 2017, le single paraît en téléchargement numérique sous le label Atlantic Records.